# Hope (Arkansas)
Hope è una località degli Stati Uniti d'America, capoluogo della contea di Hempstead, nello stato dell'Arkansas. La cittadina è famosa per aver dato i natali a Bill Clinton, 42º presidente degli Stati Uniti d'America. È inoltre passata agli onori della cronaca quando il presidente Clinton dichiarò durante il suo discorso di accettazione della nomina alla Convention democratica del 1992: "I still believe in a place called Hope."
Si trova ca. 180 km a sud ovest della capitale dello stato, Little Rock.
Il nome "Hope" in inglese significa "speranza".